# Paul Wendling

Paul Wendling: Signatur

Paul Wendling (* 5. Oktober 1863 in Königsberg; † 27. Dezember 1933 in Berlin) war ein deutscher Maler und Illustrator.

## Leben

Paul Wendling: In Sevilla

Paul Wendling war ein gefragter Illustrator für Kinder-, Schul- und Märchenbücher. Sein grafisches Œuvre umfasst jedoch auch humoristische und erotische Zeichnungen sowie Plakate.
Als Ölmaler schuf er hauptsächlich kleinformatige impressionistische Genrebilder, die häufig die Zeit des Rokoko thematisieren. Seine Motive erfreuten sich großer Beliebtheit und fanden oftmals Verwendung für Kunstpostkarten.
Paul Wendling war Mitglied im Reichsverband bildender Künstler Deutschlands.

## Kritik
„Paul Wendling hat an dieser Zeit [Rokoko, A.d.V.] und ihren Menschen ein Gefallen gefunden, das von kultiviertem Geschmack zeugt. Er läßt uns wirklich etwas von der Seele erkennen und begnügt sich nicht damit, irgendein Modell in die Tracht der Vergangenheit zu kleiden. Wir haben keine Maskerade vor uns, sondern Wirklichkeit. Manchmal erreicht er das durch die Wahl seiner Farben, manchmal durch den Auftrag derselben, der sich mit Andeutungen begnügt. Er hütet sich vor dem Allzubestimmten und läßt lieber dem Zweifel Raum. In der bewußten Durcharbeitung seines Kolorites hält er sich strenge innerhalb des Rahmens, den ihm die Wahl seiner Stoffe vorschreibt, Auffassung und Pinselführung sind einheitlich, kein Anachronismus verletzt das Auge. Andererseits gefällt er sich durchaus nicht in Atavismen, er tritt nicht in einen ideellen Wettbewerb mit irgendeinem Maler des 18. Jahrhunderts. Er ist ein ganz bewußt moderner Künstler, er malt etwa so wie Willibald Alexis erzählt. Ein Mann unserer Tage spricht zu uns, in einer Art und Weise, die wir kennen und verstehen, aber was er sagt und wie er es sagt, das ist so überzeugend, daß wir ihm gern glauben. Paul Wendling wird seinem Vorwurf nicht nur malerisch gerecht, sondern auch psychisch, er weiß ihn zu jener Intensität zu steigern, die aus jedem seiner Bildchen ein anmutiges kleines künstlerisches Erlebnis macht. Es erfreut das Auge  und reizt die Phantasie. Seine Linien sind weich, die Formen linde, die Farben zart, das Gefühl mit einer sentimentalen Note beschwert. Er gehört zu jenen, die aus einer trüben, an Hoffnung armen Gegenwart heraus nach der 'guten alten Zeit' Umschau halten und sie auf der Leinwand auch gefunden haben. Folgen wir ihm in das Märchenland und freuen wir uns an dem Stückchen Schönheit, das er uns schenkt.“

## Werke (Auswahl)

An der grünen Fontäne
Matinee
Besuch nach dem Bade
Menuett
Das neue Ohrgehänge
Dame im Park
An den Abendstern

### Illustrationen
- Adolf Glaser: Märchen. Mit 17 Illustrationen von Paul Wendling, Breslau 1888.
- Jeanne Marie von Ganette-Georgens: Großes illustriertes Spielbuch für Mädchen. Eine Auswahl der schönsten Spiele, anregender und unterhaltender Beschäftigungen und Belustigungen im Freien und im Zimmer. Mit Farbdruckbildern und 305 Originalzeichnungen von Paul Wendling. W. Herlet, Berlin, Leipzig, Stuttgart 1900.
- Jan-Daniel Georgens: Großes illustriertes Spielbuch für Knaben. Eine Auswahl der schönsten Spiele, anregender und unterhaltender Beschäftigungen und Belustigungen im Freien und im Zimmer. Mit Farbendruckbildern und 428 Originalzeichnungen von Paul Wendling. W. Herlet, Berlin, Leipzig, Stuttgart 1900.
- Die Geheimnisse der Strandkabine. Mit zahlreichen Original-Illustrationen von Paul Wendling, Walther Illner. Verlag des Kleinen Witzblatt, Berlin o. J. (um 1905).
- Hast Du’ne Ahnung! Dolle Zicken verzappt von Wilhelm Neunauge, Budiker in Berlin NO. Mit Sticker 50 Bilderkens jemalen von seinem Stammjast Paule Wendling. Richard Eckstein, Berlin o. J. (um 1910).
- Pfui, wie Unartig! Neue Struwelpeter-Geschichten. Mit farbigen Originallithographien von Paul Wendling. Steinkamp, Duisburg 1912.
- Seht ihr wohl, das kommt davon! Neue Struwelpetergeschichten. Mit 16 farbigen Bildergeschichten von Paul Wendling und den gestalteten Innendeckeln. Steinkamp, Duisburg 1913.
- Wie's unartigen Kindern geht. Neue Struwelpetergeschichten. Steinkamp, Duisburg 1913.
- Kriegs Bilder Buch 1914 1916. Mit Bildern und Versen von Paul Wendling. Steinkamp, Duisburg 1916.
- Wilhelm von Berg: Eine Liebesnacht. Illustrationen Paul Wendling. Verlag Moderne Lektüre, Berlin o. J. (1920), [Intima – Skizzen aus dem Leben, 20].
- Victor Laverrenz: Marinesekt. Marine-Humoresken. Mit Illustrationen von Paul Wendling. Verlag der Lustigen Blätter (Dr. Eysler & Co.) GmbH, Berlin 1920.

### Rokokogemälde
- An der grünen Fontäne
- Besuch nach dem Bade
- Dame am Bücherschrank
- Dame im Park
- Das neue Ohrgehänge
- Der Hofpoet
- Der Ring
- Die Tänzerinnen
- Flitterwochen
- Im alten Park
- In Sevilla
- Leda
- Matinee
- Menuett

### Genrebilder
- An den Abendstern
- Kavaliere auf der Walz
- Die Prozession
- Wandernde Musikanten